# Frankenblick

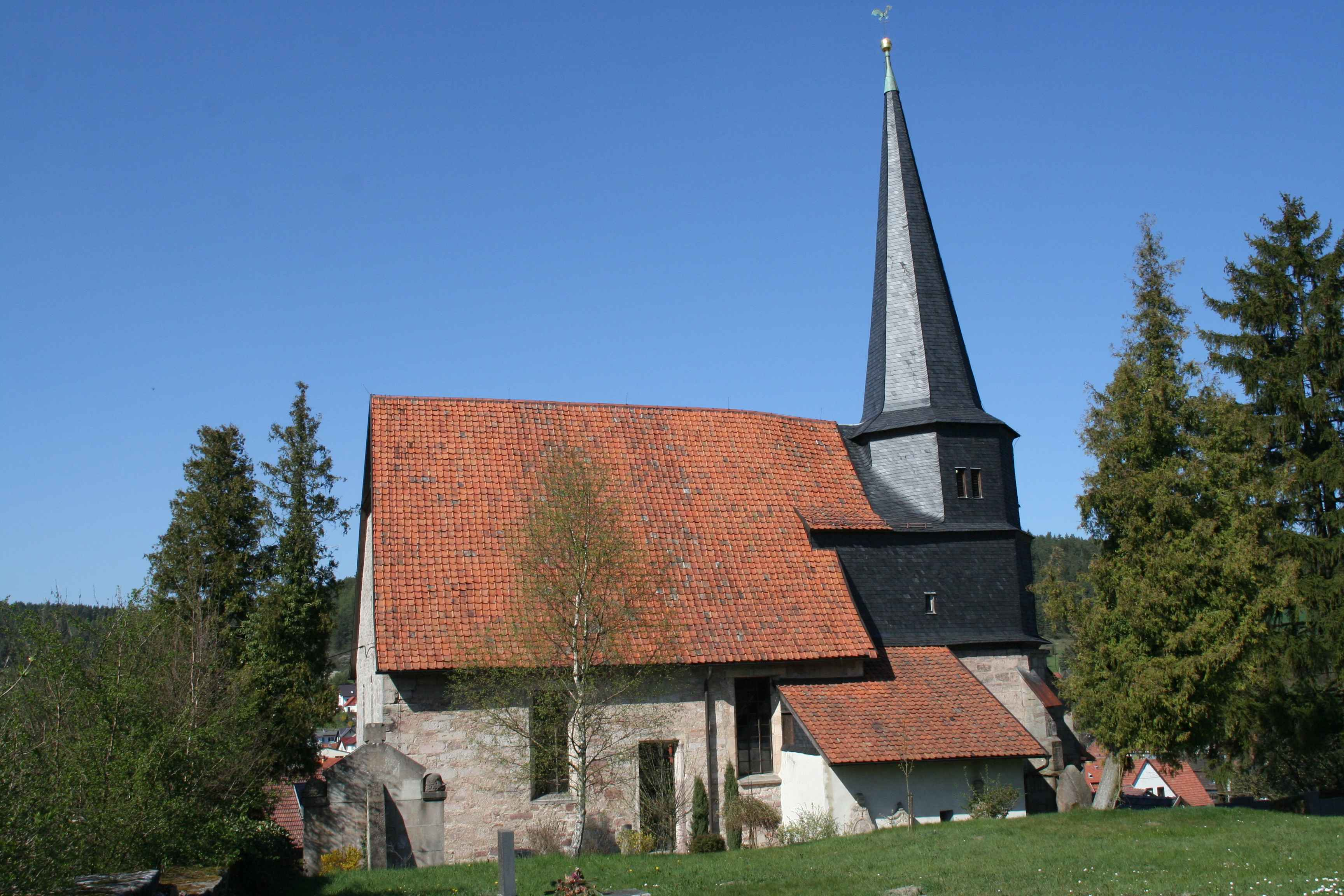
Evangelische Kilianskerk in Effelder

Frankenblick is een eenheidsgemeente in de Landkreis Sonneberg in de Duitse deelstaat Thüringen, die op 1 januari 2012 door de fusie van de gemeenten Effelder-Rauenstein en Mengersgereuth-Hämmern ontstaan is.

## Geografie
Frankenblick ligt in het zuidwestelijke deel van de Landkreis Sonneberg. De grens van het gemeentegebied in het zuiden is tegelijkertijd de grens van de Landkreis Sonneberg en Thüringen met Beieren, preciezer: tot het landsdeel Franken, waarop de gemeentenaam is gebaseerd. In het westen grenst de stad Schalkau aan het gemeentegebied, in het noorden de stad Neuhaus am Rennweg en de stad Steinach, in het oosten de kreisstad Sonneberg en in het zuiden Neustadt bei Coburg.

## Indeling
Tot de gemeente Frankenblick horen de volgende ortsteilen:
- Döhlau
- Effelder (met Blatterndorf)
- Forschengereuth
- Grümpen
- Hämmern
- Mengersgereuth
- Meschenbach
- Rabenäußig (met Fichtach, Hohetann en Melchersberg)
- Rauenstein
- Rückerswind
- Seltendorf (met Welchendorf)
- Schichtshöhn

De ortsteilen Schichtshöhn, Forschengereuth, Mengersgereuth en Hämmern worden als één ortsteil onder de naam Mengersgereuth-Hämmern gezien.